# Інтероперабельність
Інтероперабельність (англ. interoperability — здатність до взаємодії) означає можливість створення систем з довільних неоднорідних, розподілених компонентів на базі уніфікованих інтерфейсів або протоколів.
Інтероперабельна інформаційна система складається з компонентів, що становлять довільні інформаційні ресурси (програмні компоненти, бази даних, бази знань, файли даних тощо), які розглядають незалежно від апаратно-програмної платформи і розміщення в просторі. Компоненти взаємодіють, обмінюючись заявками.